# Abelardo Rossi
Abelardo Rossi (Gualeguaychú, provincia de Entre Ríos, Argentina, 21 de agosto de 1920 - Buenos Aires, 13 de junio de 2009), cuyo nombre completo era Abelardo Francisco Rossi, fue un abogado argentino que fue designado por la dictadura autodenominada Proceso de Reorganización Nacional como ministro de la Corte Suprema de Justicia.

## Actuación docente y académica
Hizo sus primeros estudios en su ciudad natal, en cuyo Colegio Nacional se recibió con medalla de oro, como mejor bachiller y luego estudió  en la Facultad de Derecho de la Universidad de Buenos Aires, donde se recibió de abogado.
En la Universidad Católica Argentina dirigió el Centro de Filosofía del Derecho y fue profesor de Introducción al Derecho y de Derecho Comercial II. En la Facultad de Humanidades y Ciencias de la Educación de la Universidad Nacional de La Plata fue profesor adjunto de Gnoseología y en el curso de ingreso de la Facultad de Derecho de la Universidad de Buenos Aires enseñó Filosofía. Formó parte del consejo de redacción de la revista filosófica Sapientia y en 1948 fue, junto a Tomás Casares, uno de los fundadores de la Sociedad Tomista.
Era hermano de monseñor Fortunato Antonio Rossi, quien fue obispo de Venado Tuerto y San Nicolás de los Arroyos y arzobispo de Corrientes.

## Actuación judicial
Ingresó muy joven en la administración de justicia, entre 1947 y 1955 fue secretario de un juzgado nacional en lo civil, en 1955 fue nombrado juez de primera instancia en lo comercial y en 1958,  vocal de la Cámara Nacional de Apelaciones en lo Comercial, que en ese entonces presidía Isaac Halperin, donde permaneció durante 16 años, hasta su renuncia en 1974. 
En 1976 volvió a la justicia al ser designado por el dictador Jorge Rafael Videla para integrar la Corte Suprema de Justicia de la Nación y compartió el Tribunal, en distintos momentos con Federico Videla Escalada, Alejandro Caride, Adolfo Gabrielli, Horacio Heredia, Pedro José Frías, Emilio Miguel Roberto Daireaux, Elias Guastavino, César Black, Carlos Alfredo Renom, Emilio Pedro Gnecco, Julio José Martínez Vivot. 
De su paso por la Corte se recuerdan sus votos en la causa  de Jacobo Timerman en la cual en dos ocasiones, en 1978 y 1979 se inclinó por su liberación, originando resistencia en fuertes sectores del gobierno militar. También la sentencia en el caso Vieytez en el cual, contra el criterio oficial, votó en favor de disponer la indexación de deudas fundándose en el principio de mantener la igualdad de las prestaciones. Otros casos que se recuerdan son la causa Saguir y Dib en la que invocando el derecho natural y la equidad, votó por  autorizar un trasplante aunque la donante no tenía aún la edad requerida por la ley y la causa Smith, en la cual en 1977, señaló que la falta de respuesta a las familias de los detenidos –en ese caso concreto, el dirigente sindical Oscar Smith, implicaba "una privación de justicia". Ya en 1979, afirnó que por lo genéricas e imprecisas" no tenían validez  las respuestas del Ministerio del Interior a los recursos de habeas corpus (caso Zamorano).
Renunció al cargo en diciembre de 1983, días antes de la asunción del presidente Raúl Ricardo Alfonsín y falleció en Buenos Aires el 13 de junio de 2009.

## Obras
- Algunos Modos del Saber Humano
- Aproximación a la justicia y a la equidad